# Gabriele Ferretti (cardinale)
Gabriele Ferretti (Ancona, 31 gennaio 1795 – Roma, 13 settembre 1860) è stato un cardinale italiano, cardinale segretario di Stato di papa Pio IX dal 17 luglio 1847 al 1º febbraio 1848.

## Biografia
Figlio di Liverotto Ferretti e di Flavia Sperelli, era di estrazione nobiliare, il padre era infatti conte. Era fratello del senatore Cristoforo Ferretti e cugino di Giovanni Mastai Ferretti, che sarebbe divenuto papa con il nome di Pio IX.
Conseguito il dottorato in teologia al Collegio Romano fu ordinato presbitero il 1º giugno 1817. Il 21 maggio 1827 fu nominato vescovo di Rieti, consacrato alcuni giorni dopo dal cardinale Carlo Odescalchi. Il 29 luglio 1833 fu inviato a Napoli quale nunzio per il Regno delle due Sicilie e promosso arcivescovo titolare di Seleucia di Isauria. Il 23 maggio 1837 venne nominato vescovo di Montefiascone e Corneto e il 2 ottobre dello stesso anno fu eletto arcivescovo di Fermo.
Ferretti fu creato cardinale da papa Gregorio XVI nel concistoro del 30 novembre 1838 con il titolo dei santi Quirico e Giulitta. Nel 1843 è nominato prefetto della Congregazione per le indulgenze e le sacre reliquie. Dopo l'elezione di papa Pio IX è nominato, a fine 1846, legato di Urbino e Pesaro.
Il 17 luglio 1847 Pio IX lo nomina segretario di Stato, per poi sostituirlo, dal 21 gennaio 1848, col liberale forlivese Giuseppe Bofondi.
In seguito, avrebbe ricoperto incarichi minori in curia, quali quello di gran penitenziere. Fu tuttavia dal 7 aprile 1854 al 23 marzo 1855 camerlengo del Collegio cardinalizio.
Gabriele Ferretti è sepolto a Roma nella chiesa dei Cappuccini Santissima Concezione.

## Genealogia episcopale e successione apostolica
La genealogia episcopale è:
- Cardinale Scipione Rebiba
- Cardinale Giulio Antonio Santori
- Cardinale Girolamo Bernerio, O.P.
- Arcivescovo Galeazzo Sanvitale
- Cardinale Ludovico Ludovisi
- Cardinale Luigi Caetani
- Cardinale Ulderico Carpegna
- Cardinale Paluzzo Paluzzi Altieri degli Albertoni
- Papa Benedetto XIII
- Papa Benedetto XIV
- Papa Clemente XIII
- Cardinale Marcantonio Colonna
- Cardinale Giacinto Sigismondo Gerdil, B.
- Cardinale Giulio Maria della Somaglia
- Cardinale Carlo Odescalchi, S.I.
- Cardinale Gabriele Ferretti

La successione apostolica è:
- Vescovo Benedetto Terenzio (1837)
- Vescovo Giuseppe Iannuzzi (1843)
- Arcivescovo Giacomo Francesco Cometti (1844)
- Vescovo Antonino Maria Stromillo, C.R. (1845)
- Arcivescovo Gaetano Brinciotti (1851)
- Arcivescovo Angelo Robino (1853)
- Vescovo Francesco Saverio d'Ambrosio, O.F.M.Cap. (1859)
- Vescovo Luigi Riccio (1859)
- Vescovo Giovanni Battista Siciliani, O.F.M.Conv. (1859)
- Vescovo Giuseppe Teta (1859)